# Історія цивілізації. Україна
«Історія цивілізації. Україна» (2019 — нинішній час) — серія книг з історії України, авторами якої виступає плеяда українських науковців, серед них доктори історичних наук Відейко Михайло, Симоненко Олександр, Михайлина Любомир та ін.

## Зміст
Станом на грудень 2023 вийшли друком два томи:
- Н. С. Абашина, М. Ю. Відейко, О. В. Гопкало та ін. Том 1. Від кіммерійців до Русі (Х ст. до н. е. — ІХ ст.) // Історія цивілізації. Україна / Т. І. Шкарупа. — Харків : Фоліо, 2019. — Т. 1. — 586 с. — ISBN 978-966-03-8941-0.
- О. Б. Бубенок, А. М. Домановський, О. О. Дядечко та ін. Том 2. Від Русі до Галицького князівства (900—1256) // Історія цивілізації. Україна. — Харків : Фоліо, 2021. — Т. 2. — 590 с. — ISBN 978-966-03-9772-9.

Планується вихід ще трьох томів:
- Від Галицького князівства до Люблінської унії (1256—1569 рр.);
- Від Люблінської унії до Андрусівського миру (1569—1667 рр.);
- Від Андрусівського миру до третього поділу Речі Посполитої (1667—1794 рр.).

## Том 1. Від кіммерійців до Русі (Х ст. до н.е.— ІХ ст.)
Книга охоплює два тисячоліття історії на теренах сучасної України і поділена на дві частини: перша — від Х ст. до н. е. до ІІІ ст. н. е., друга — від ІІІ ст. до ІХ ст. Такий поділ не відповідає класичним періодам античності та раннього середньовіччя, оскільки книга більше акцентує увагу на пам'ятках матеріальної культури, корелюючи їх із писемними джерелами (там, де вони існують), епіграфічними пам'ятками, нумізматичним матеріалом (монетами) тощо.
Виклад історії у межах розділів не є лінійним — такий розподіл дає можливість більш системно відслідкувати розвиток окремих спільнот — аж до рівня еллінського полісу або таврських племен. З іншого боку, всі описані у книзі суспільства мали власну історію, яка могла перетинатися з історією сусідів, а могла і не перетинатися. Втім, з часом, таких «точок дотику» явно стає більше.
Про кімерійців або скіфів із писемних джерел відомо досить мало: прийшли з глибин Азії, повоювали та попанували в ній, перемогли Дарія І, кочували у Північому Причорномор'ї, і на цьому майже все. Новітні археологічні дослідження дали змогу не лише виявити наповнені золотими речами поховання царів та сліди моторошних поховальних ритуалів, описаних Геродотом, але і відстежити міграцію населення населення тих часів, пов'язати її із кліматичними змінами, простежити походи в Європу — про це античні історики майже нічого не знали.
За словами авторів, при написанні книги

| за мету було визначено зібрати під однією обкладинкою та подати відомості про мову, релігію, міфологію, технічні досягнення, економіку, мистецтво та військову справу давніх часів, усього того, що і робить цивілізацію цивілізацією.[2] |
До написання книги було залучено широке коло фахівців, які найкраще дослідили та розуміються на окремих питаннях. У праці, окрім власне історії, зібрані відомості про мову, релігію, міфологію, технічні досягнення, економіку, мистецтво та військову справу давніх часів. Деякі книги розділи не мають аналогів і чи не вперше висвітлили певні теми у такому великому обсязі. Наприклад, питання «мовної ситуації» у певні
періоди (автор розділів — Ю. Л. Мосенкіс) або питання кельтського світу на теренах України, яке висвітлено завдяки дослідженням Г. М. Казакевича.
Повний список авторів: Н. С. Абашина, М. Ю. Відейко, О. В. Гопкало, А. М. Домановський, Г. М. Казакевич, Е. А. Кравченко, О. В. Ліфантій, С. В. Махортих, Л. П. Михайлина, Ю. Л. Мосенкіс, О. В. Симоненко, Т. М. Шевченко, О. В. Шелехань. Упорядник — Михайло Відейко.
Книга вийшла друком у 2019, була двічі перевидана у 2020 і ще раз у 2023.

## Том 2. Від Русі до Галицького князівства (900—1256)
Том присвячено періоду існування середньовічної держави Русь від її заснування до часів монгольської навали. Окрім теоретичних розробок, що є базовими для вітчизняної історичної науки, книга містить результати новаторських досліджень, які вперше представлені у такому обсязі. У праці зібрані відомості про історію, господарство, мову, релігію, культуру (літературу, зображальне та музичне мистецтво, архітектуру), побут (одяг, ігри та розваги тощо) та військову справу середньовічного населення земель сучасної України.
Нині існує понад два десятки теорій щодо появи держави Русь та її назви, і жодна з них не дає остаточної відповіді. Питання витоків Русі була важливим ще для укладачів давньоруського літопису, в якому формувався погляд на неї «із середини». У книзі описано короткий аналіз власного самоусвідомлення місцевого люду на зламі І і ІІ тис. н. е., розглянуто, як населення тих часів іменувало себе, як відчувало зв'язки між різними групами людності на просторах Східної Європи.
Повний список авторів: О. Б. Бубенок, А. М. Домановський, О. О. Дядечко, В. І. Жишкович, Я. П. Запаско, В. А. Калініченко, Ю. О. Коренюк, Д. О. Король, Р. М. Луценко, О. В. Манігда, О. П. Моця, А. В. Петраускас, Ю. Л. Пшеничний, Н. В. Хамайко, О. Є. Черненко, С. М. Шумило, О. М. Ярошенко. Укладач — археолог, кандидат історичних наук Олена Черненко.
Книга вийшла друком у 2021 і перевидавалася у 2023.